# Sakaide
Sakaide è una città giapponese della prefettura di Kagawa.

## Altri progetti

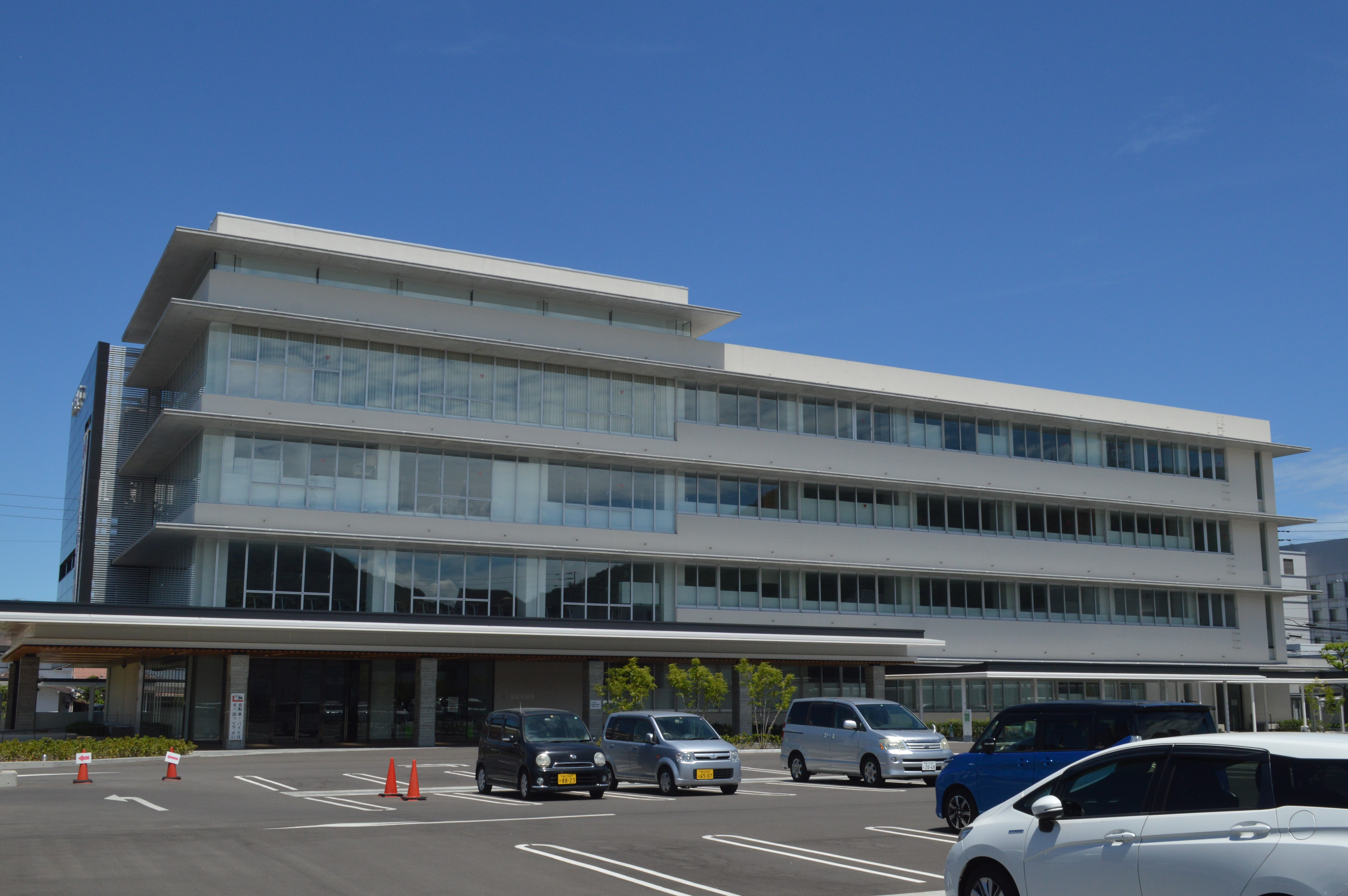
Sakaide City Hall